# Hôtel des Invalides
L'Hôtel national des Invalides è un grande complesso di edifici del classicismo barocco francese costruito nel XVII secolo a Parigi allo scopo di ospitare soldati invalidi. Comprende la Cattedrale di San Luigi degli Invalidi (sede del vescovo dell'Ordinariato militare in Francia) e il Dôme des Invalides, dove si trova la tomba di Napoleone Bonaparte.
La struttura ha mantenuto in parte la sua funzione, ospitando alcuni anziani reduci; un edificio è stato trasformato nel Museo dell'Esercito (Musée de l'Armée) che conserva armamenti e trofei della storia francese dal Medioevo alla seconda guerra mondiale; meta di turisti è anche la cappella reale, dove nel 1840 furono trasferite le spoglie di Napoleone. Il complesso è anche luogo di sepoltura di alcuni eroi di guerra francesi.

## Storia

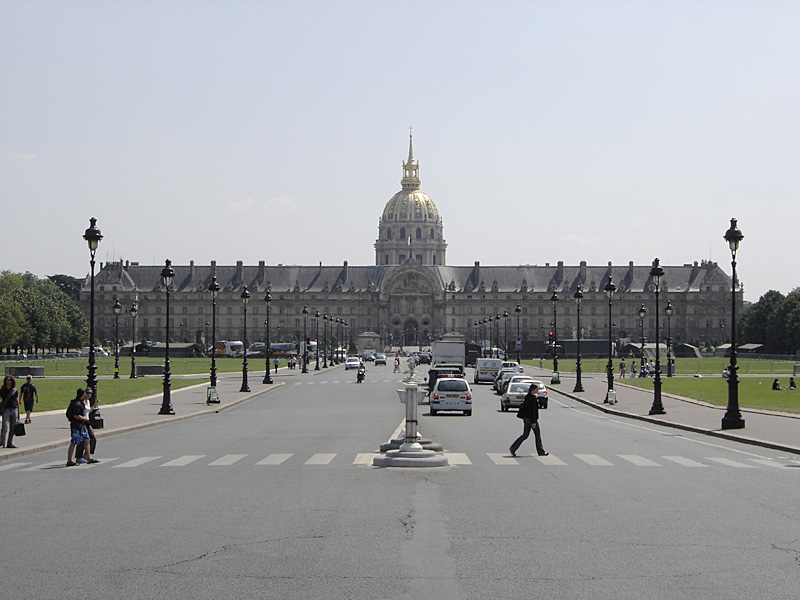
Vista della spianata

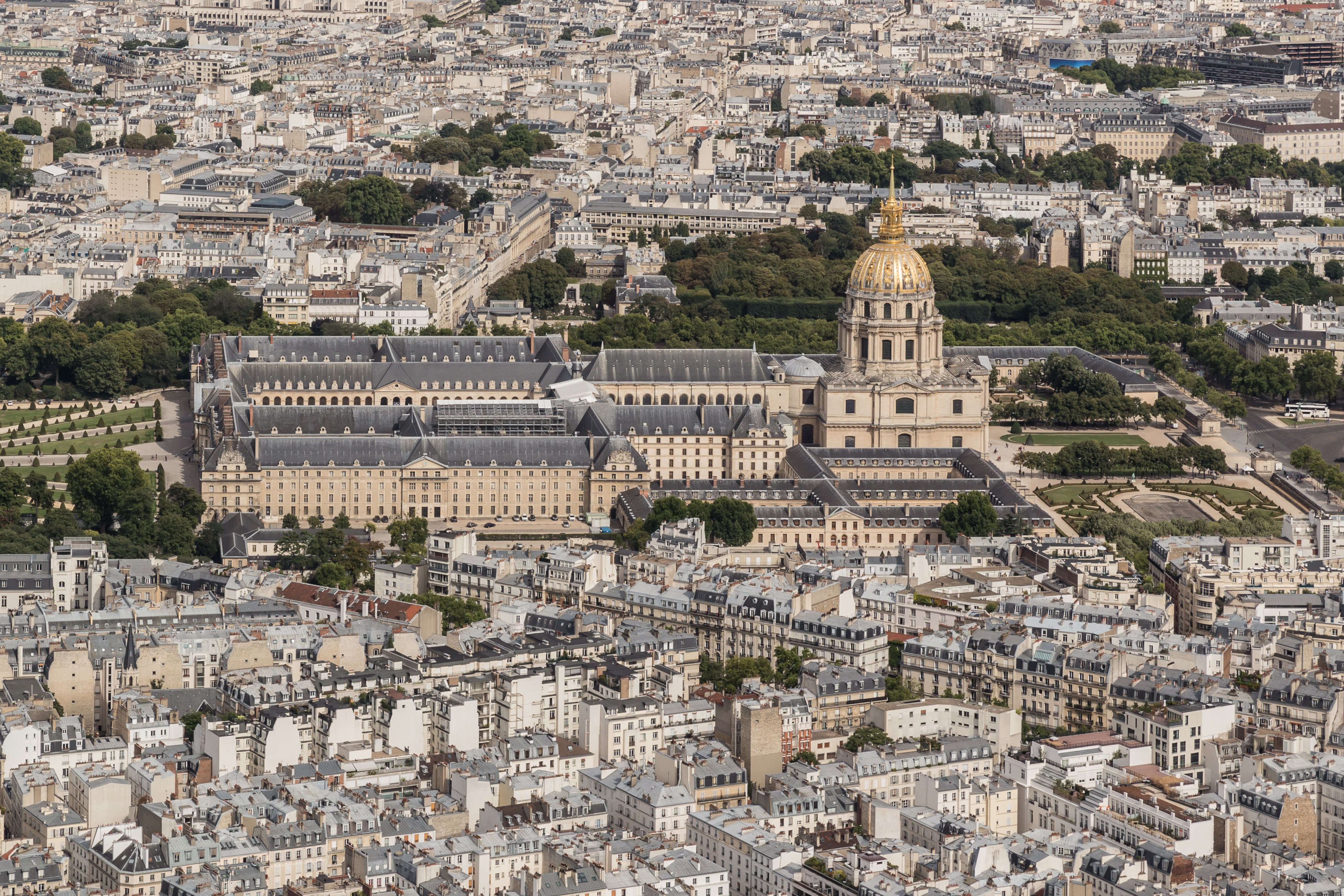
La facciata occidentale dell'Hôtel des Invalides vista dalla Torre Eiffel a Parigi.

Luigi XIV desiderava, come i suoi predecessori Enrico III ed Enrico IV, assicurare aiuto e assistenza ai soldati anziani o invalidi delle sue armate; affinché «coloro i quali hanno rischiato la loro vita e profuso il loro sangue per la difesa della monarchia (...) passino il resto dei loro giorni in tranquillità», recita l'editto reale del 1670.
Nella piana di Grenelle, allora periferia di Parigi, i lavori degli edifici principali furono affidati a Libéral Bruant dal ministro della Guerra Louvois.
Libéral Bruant concepì un complesso articolato in cinque corti, centrati sulla più grande: la cour royale ("corte reale"). I lavori si svolsero tra il marzo 1671 e il febbraio 1677, ma i primi ospiti s'installarono già nell'ottobre 1674. La facciata anteriore della grande corte fu ciò nonostante demolita pochi mesi dopo essere completata, per lasciare spazio alle fondamenta della grande cupola.
La costruzione della chiesa inizialmente prevista da Bruant fu affidata dal marzo 1676 a Jules Hardouin Mansart che lavorò anche ai padiglioni d'entrata e alle infermerie. La costruzione dell'edificio religioso durò circa trent'anni e non fu terminata che il 28 agosto 1706, data della consegna delle chiavi al Re Sole. L'edificio è, infatti, duplice, ma esiste una continuità strutturale: la nuova église des soldats, e il coro, sotto la cupola, definito église du dôme. La distinzione fu concretizzata dalla messa in opera, nel 1873, di una grande vetrata, a separare le due parti.

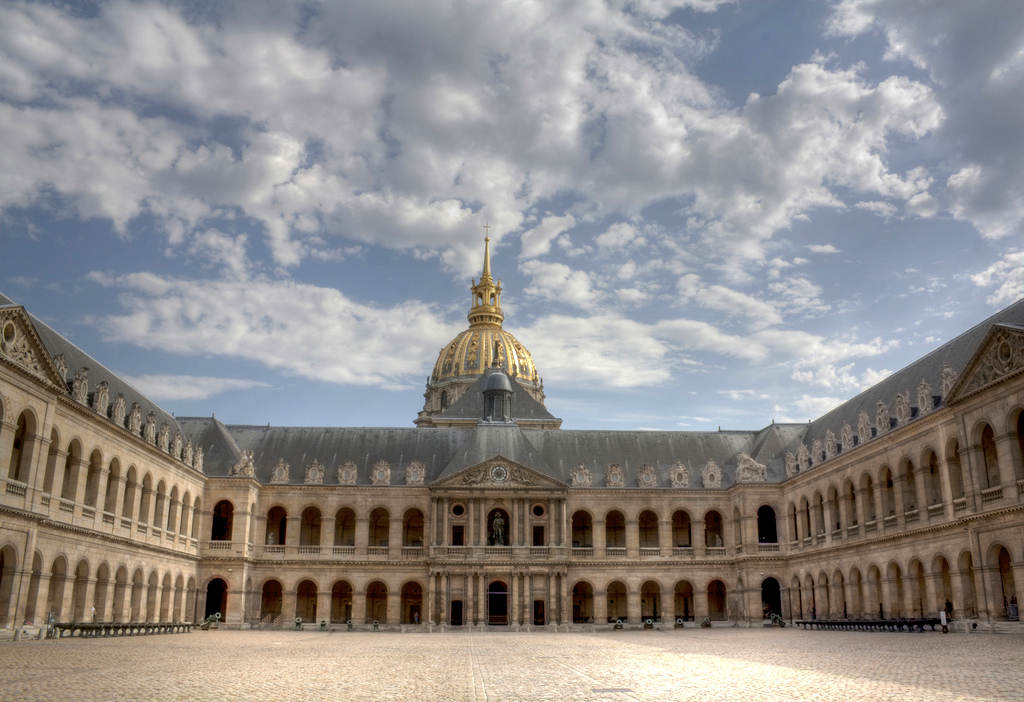
Il cortile d'onore

L'hôtel des Invalides comprende dunque, oltre alla chiesa, una manifattura (confezionamento di uniformi e stamperia), un ospizio (maison de retraite) e un ospedale militare. I locali delle manifatture furono ben presto destinati ad alloggi supplementari.
Il 15 luglio 1804 si svolse nella chiesa la prima consegna delle onorificenze della Legion d'onore da parte di Napoleone agli ufficiali meritevoli, nel corso di una fastosa cerimonia ufficiale.
L'Hotel assunse anche una funzione museale: museo di artiglieria nel 1872 e museo dell'esercito nel 1896, riuniti nell'attuale Musée de l'Armée nel 1905.
L'Hôtel des Invalides accoglie ancora oggi un centinaio di reduci e invalidi dell'esercito francese, sotto la giurisdizione dell'Institut national des invalides.

### Governatori dell'Hôtel des Invalides
- 1678-1696: Lemaçon d'Ormoy (?-1675)
- 1696-1705: André Blanchard de Saint-Martin de Taley (1613-1696).
- 1705-1728: Nicolas Desroches d'Orange (1626-1705).
- 1728-1730: Alexandre de Boyveau (1660-1728).
- 1730-1738: Beaujeu de Jauges (1652-1738).
- 1738-1742: Pierre de Vissecq de Ganges (1670-1742).
- 1742-1753: Joseph de Mornay de Saint-André (1670-1753).
- 1753-1766: Jean-Marie Cornier de la Courneuve (1695-1766).
- 1766-1783: Generale François d'Azemard de Panat de la Serre (1713-1783).
- 1783-1786: Tenente generale Jean-Baptiste Sahuguet d'Amarzit d'Espagnac.
- 1786-1789: Tenente generale Jacques-Antoine-Hippolyte de Guibert.
- 1804: Generale Jean-François Berruyer.
- 1804-1819: Maresciallo Jean Mathieu Philibert Sérurier.
- 1819-1821: Maresciallo François-Henri de Franquetot de Coigny.
- 1821-1830: Generale Marie Victor Nicolas de Fay, marchese de La Tour-Maubourg
- 1830-1833: Maresciallo Jean-Baptiste Jourdan (1762-1833).
- 1833-1837: Tenente generale Charles-Marie Denys de Damrémont.
- 1837-1842: Maresciallo Bon Adrien Jeannot de Moncey.
- 1842-1847: Maresciallo Nicolas Charles Oudinot.
- 1847-1849: Maresciallo Gabriel Jean Joseph Molitor.
- 1849-1853: Maresciallo Jean-Thomas Arrighi de Casanova.
- 1853-1863: Maresciallo Philippe Antoine d'Ornano.
- 1863-1883: Generale Edmond Martinprey (1808-1883)
- 1883-1891: Generale Louis Sumpf (1816-1891).
- 1891-1902: Generale Arnoux (?-1902).

(...)
- 1923-1944: Generale Augustin Mariaux (1864-1944).
- 1944-1951: Generale Antoine Rodes (1870-1951)
- 1951-1964: Generale Charles Raoul Monclar (1892-1964),
- 1964-1973: Generale Jacques de Grancey (1894-1973).

(...)
- Generale Bertrand de Lapresle
- Generale Hervé Michel Gobilliard

## Descrizione
| Le plan de l'Hôtel des Invalides | |
| Cupola des Invalides Cattedrale di Saint-Louis-des-Invalides Musée de l'Armée Musée des Plans-Reliefs Musée de l'Ordre de la Libération | Institution nationale des Invalides Ala del governatore des Invalides Ala del governatore militare di Parigi Cancelleria dell'Ordre de la Libération Ufficio nazionale dei combattenti e vittime di guerra |

### Cattedrale di San Luigi degli Invalidi

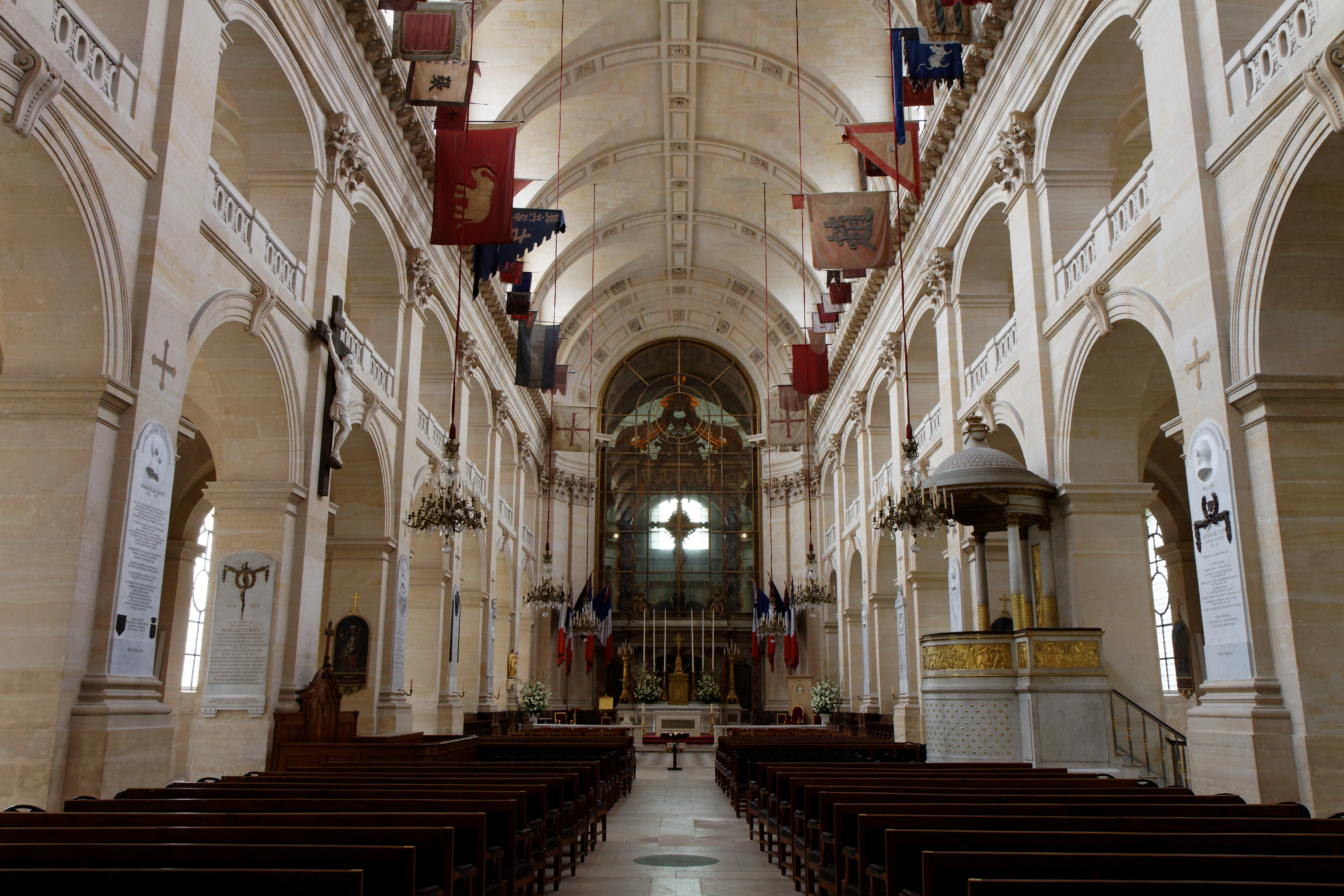
Interno della cattedrale di San Luigi

Al centro del complesso, si trova la cattedrale di San Luigi degli Invalidi (in francese: Cathédrale Saint-Louis des Invalides), anche conosciuta come Église des soldats, che è la sede vescovile dell'Ordinariato militare in Francia.
Sulla cantoria in controfacciata, si trova l'organo a canne, costruito tra il 1679 e il 1687 da Alexandre Thierry e ricostruito nel 1957 dalla ditta organaria Beuchet-Debierre. Lo strumento è a trasmissione elettrica, con 64 registri (dei quali 54 reali) suddivisi fra le tre tastiere, di 61 note ciascuna, e la pedaliera. La cassa barocca, progettata da Jules Hardouin Mansart, presenta una mostra composta da canne di principale disposte in più campi.

### Cappella reale degli Invalidi

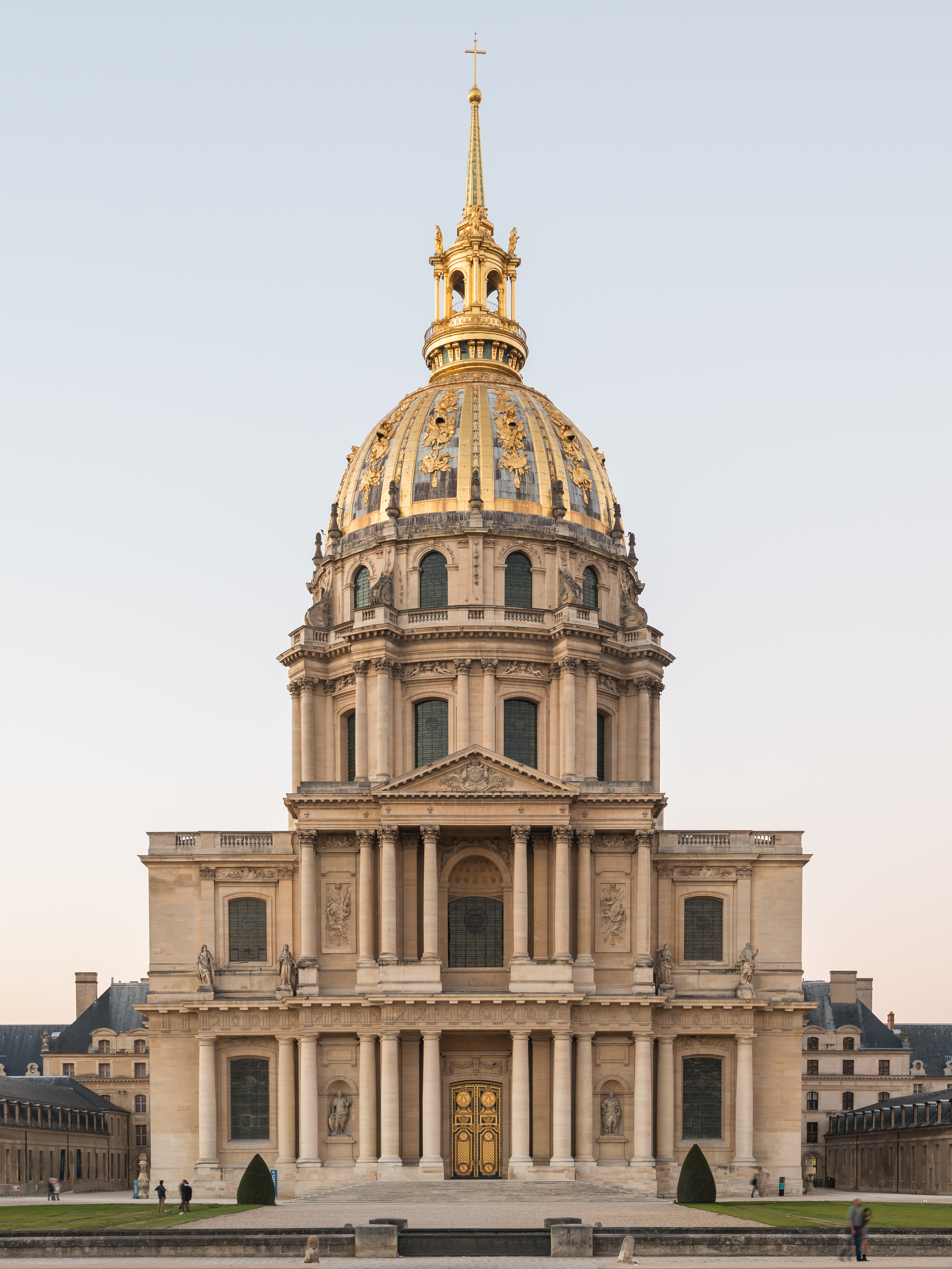
La cappella reale degli Invalidi

Dietro la cattedrale si trova la cappella reale degli Invalidi (in francese: Chapelle royale des Invalides) anche conosciuta come Dôme des Invalides; in essa si trova la tomba di Napoleone.
Il piano generale dell'edificio, di Jules Hardouin Mansart, è semplice: una croce greca iscritta in una pianta quadrata, ispirata al progetto di Bramante per San Pietro, poi allungata longitudinalmente con il presbiterio ellittico per collegarla alla cattedrale. Il transetto ha le absidi agli estremi, mentre ai vertici della pianta quadrata sono ricavate le cappelle.
All'esterno, ciascuna facciata è composta da due ordini sovrapposti, sottolineati da un colonnato sormontato da un frontone triangolare: palladiane “facciate di templi”.
La cupola, alta 107 metri, posa su un alto tamburo cilindrico a due piani: quello superiore raccoglie le spinte della cupola e le trasmette con dei contrafforti ornati con volute al tamburo inferiore, quest'ultimo rafforzato con robusti pilastri sporgenti le scarica sulla struttura inferiore. Entrambi i tamburi presentano ampie finestrature. 
La cupola, dal diametro di 26 metri, è di forma ovoidale, ricoperta da ricchi motivi dorati e traforata da oblò. In cima è sormontata da una lanterna anch'essa dorata, un piccolo padiglione quadrato, disposto in diagonale rispetto alla facciata, con angoli decorati da colonne sulle quali sono disposte delle statue. L'insieme è infine coronato da un acuto obelisco terminante in una croce. Da una base a struttura quadrata sormontata da frontoni triangolari, si passa quindi insensibilmente a forme complesse dove dominano le linee curve: tamburo, cupola, oblò, volute.
All'interno della volta, dipinto da Charles de La Fosse con una visuale prospettica in stile barocco, secondo una tradizione antica sono raccolte le bandiere e le insegne prese al nemico; Napoleone, Primo Console, voleva installarvi i capolavori d'arte inviati in Francia dall'Italia dopo il trattato di Tolentino, ma di fronte alla contrarietà di David, accettò il suggerimento dell'architetto Pierre Fontaine di appendervi invece le bandiere nemiche.

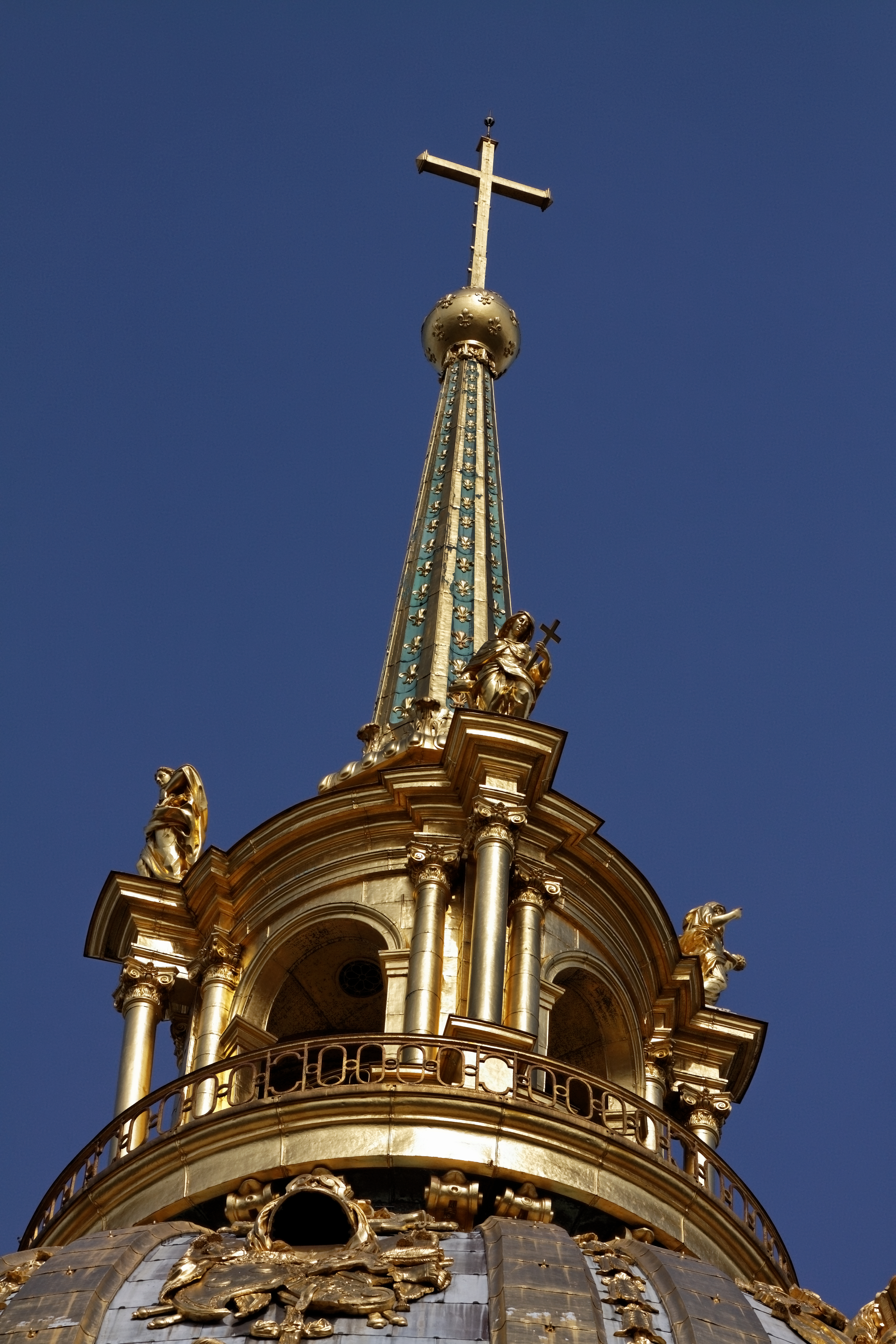
La lanterna della cupola
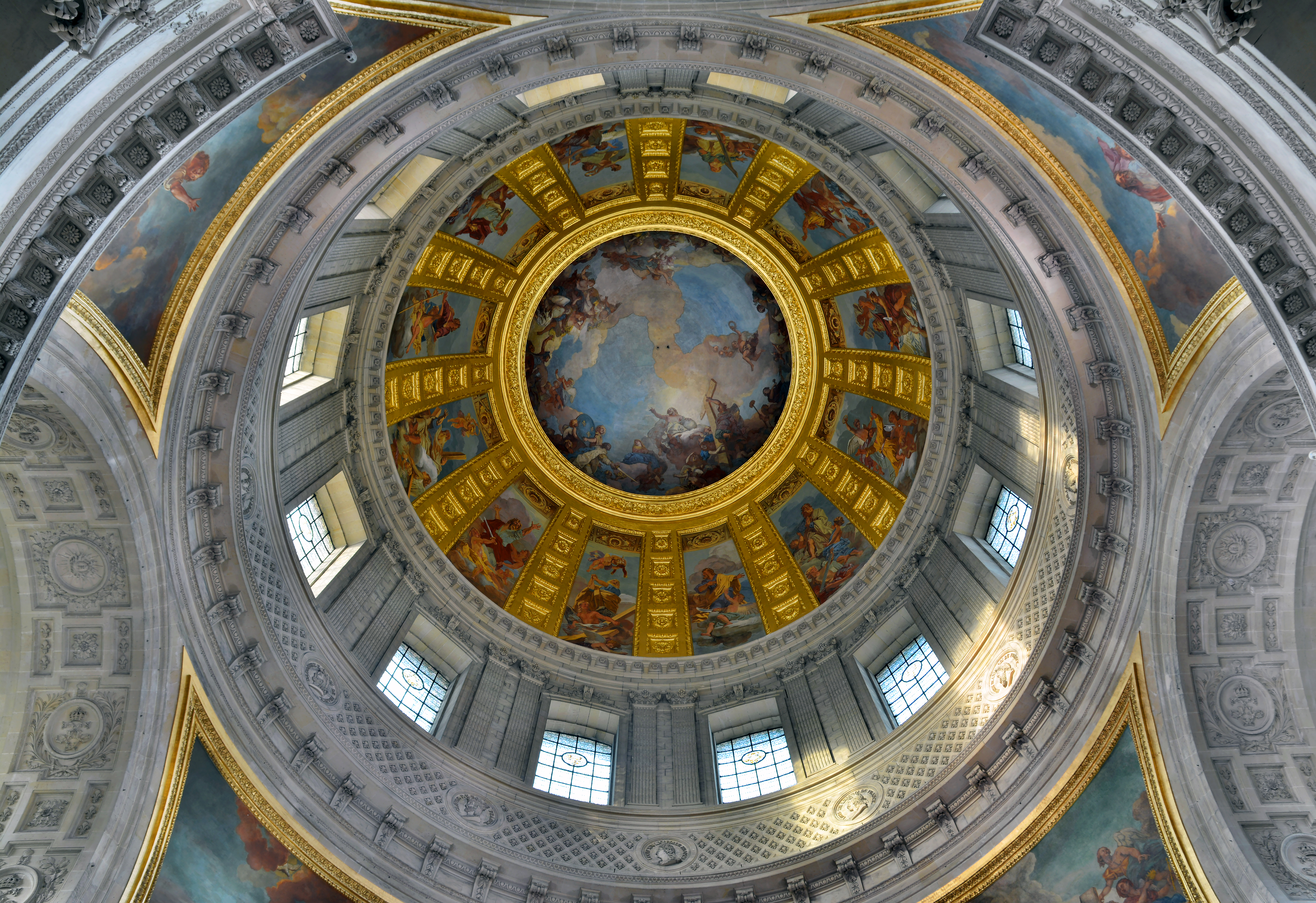
Interno della cupola
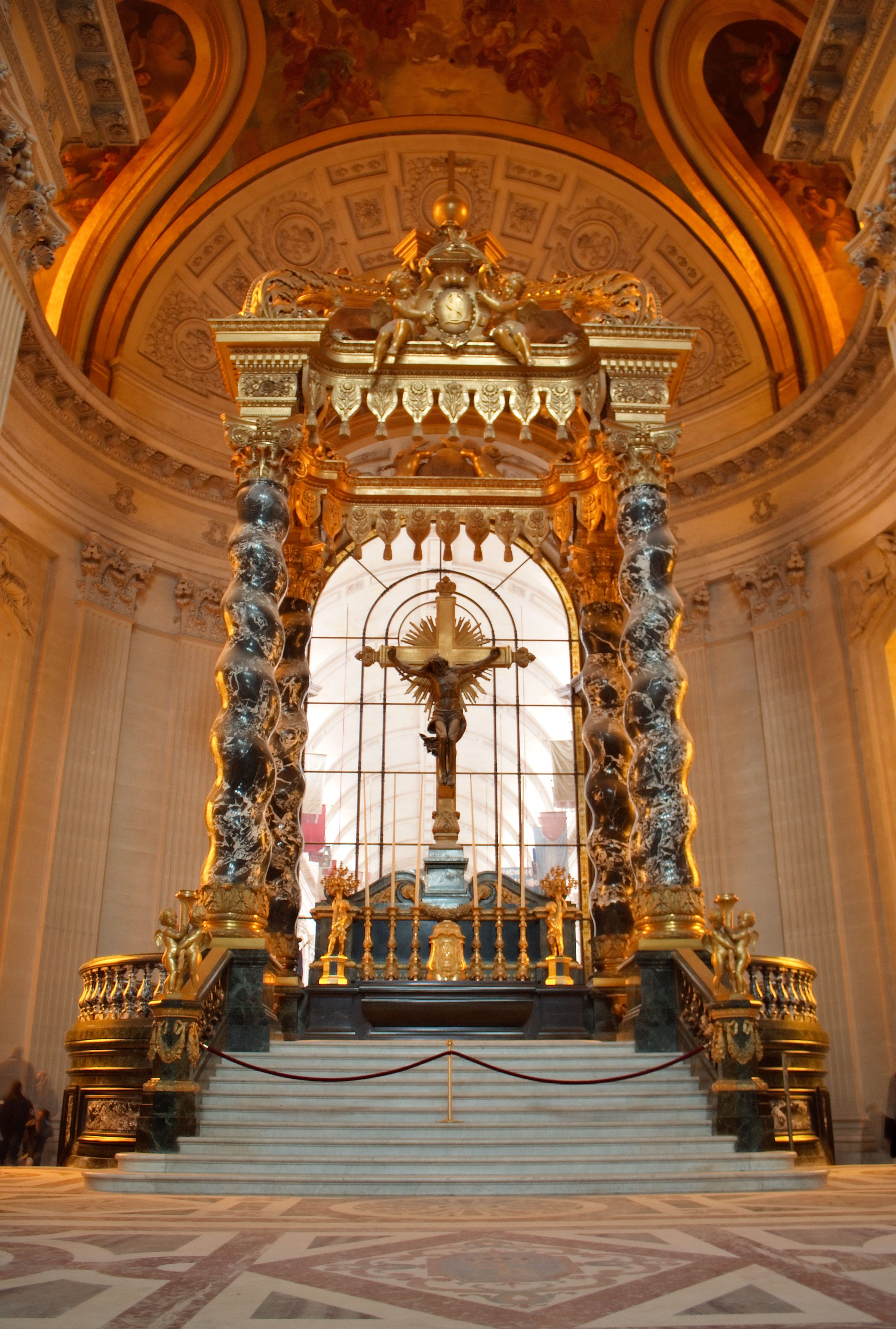
L'altare
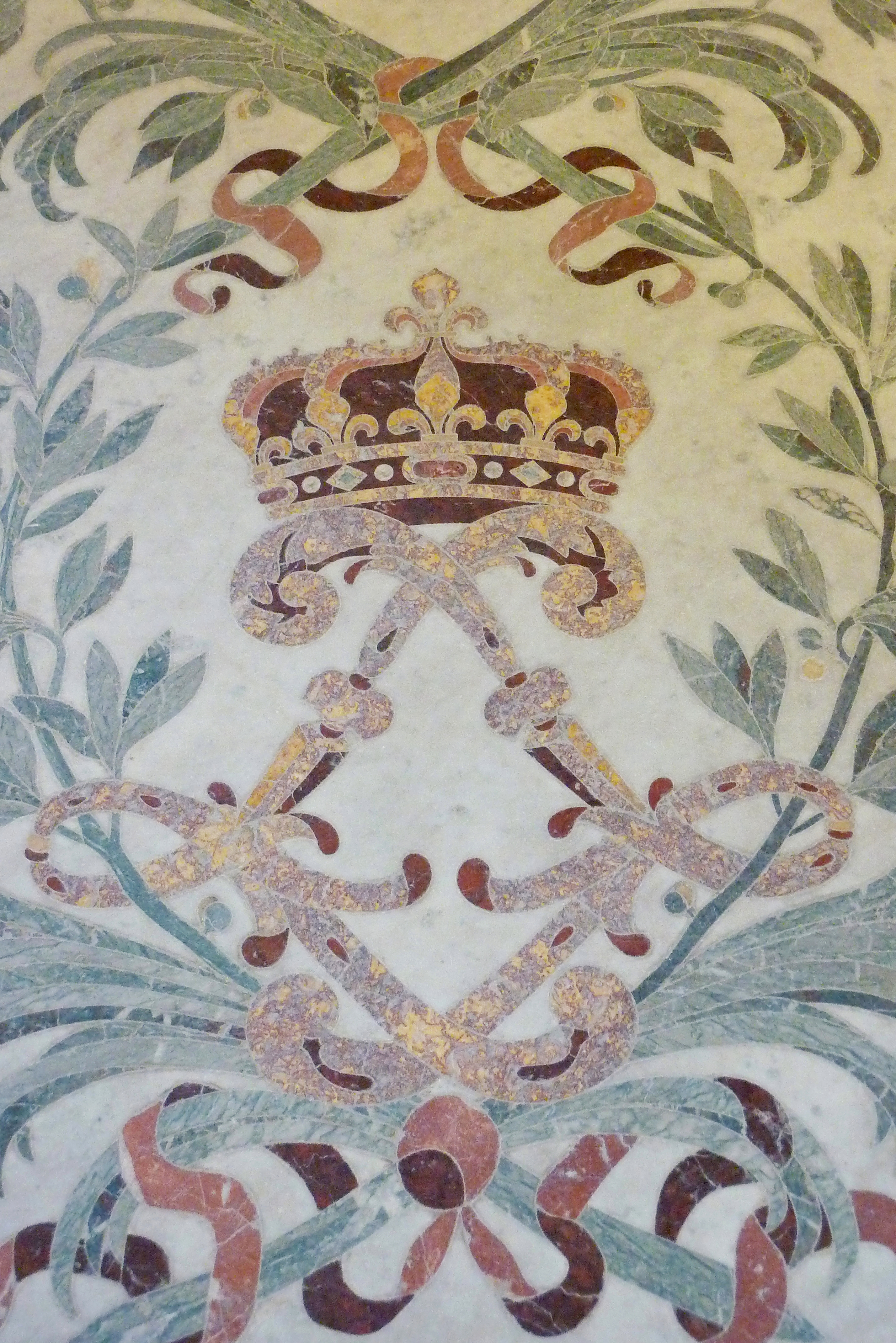
Particolare del pavimento
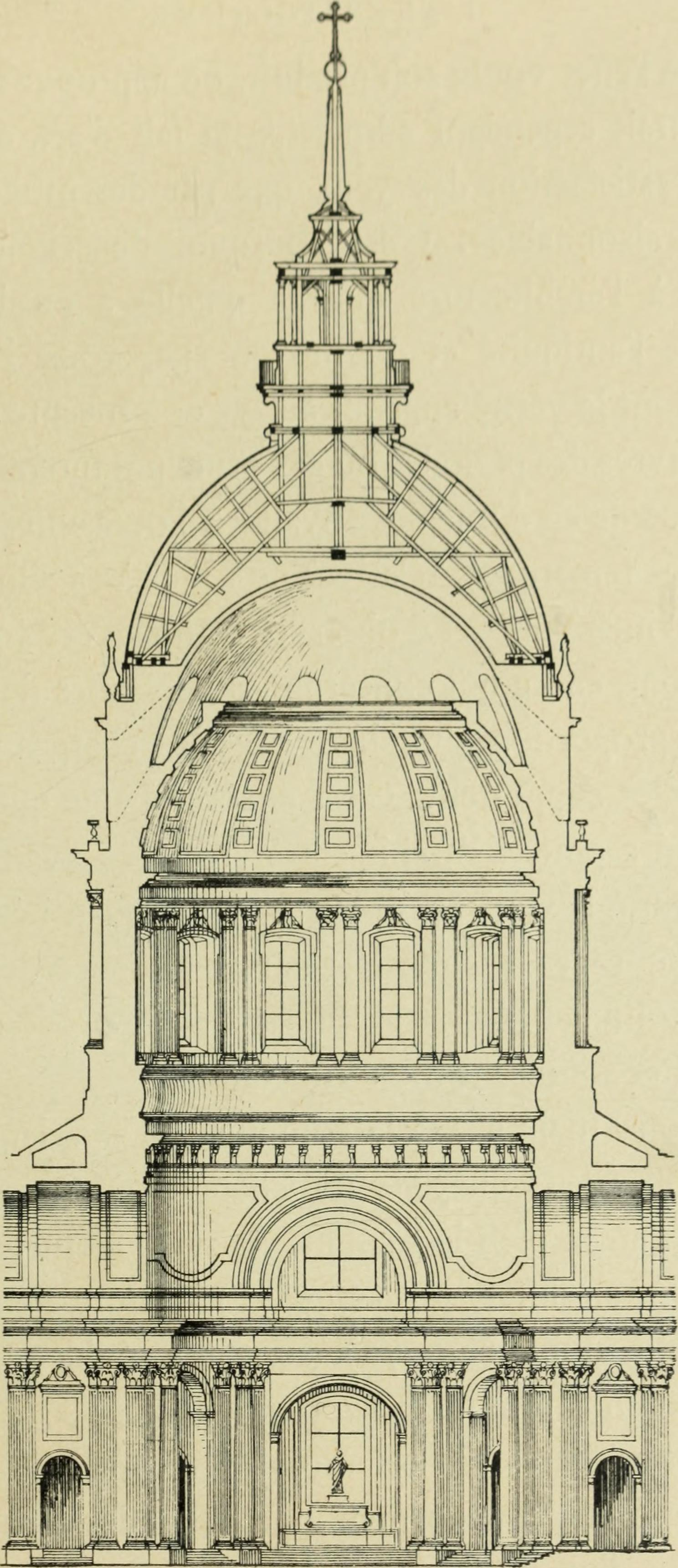
piano in sezione della cupola, con la sua struttura in triplice copia guscio

### Urbanistica
La cupola dorata degli Invalidi costituisce uno dei punti di riferimento del paesaggio parigino.
A nord la corte si prolunga al di là dei limiti dell'Hôtel con una grande spianata pubblica lungo la quale si trovano le ambasciate d'Austria e di Finlandia, la stazione d'Orsay e il ministero degli Esteri. Gli Invalidi sono uno dei grandi spazi non occupati da costruzioni all'interno di Parigi.
Al termine della spianata la Senna è attraversata dal ponte Alexandre-III che conduce al Petit Palais e al Grand Palais.
L'allineamento di cannoni sulla spianata è altamente simbolico: i cannoni sono in effetti puntati contro il palazzo dell'Eliseo, si dice per ricordare al suo inquilino che la Francia è il popolo sovrano, e che in ogni momento può riprendere le armi.

### Cimitero militare

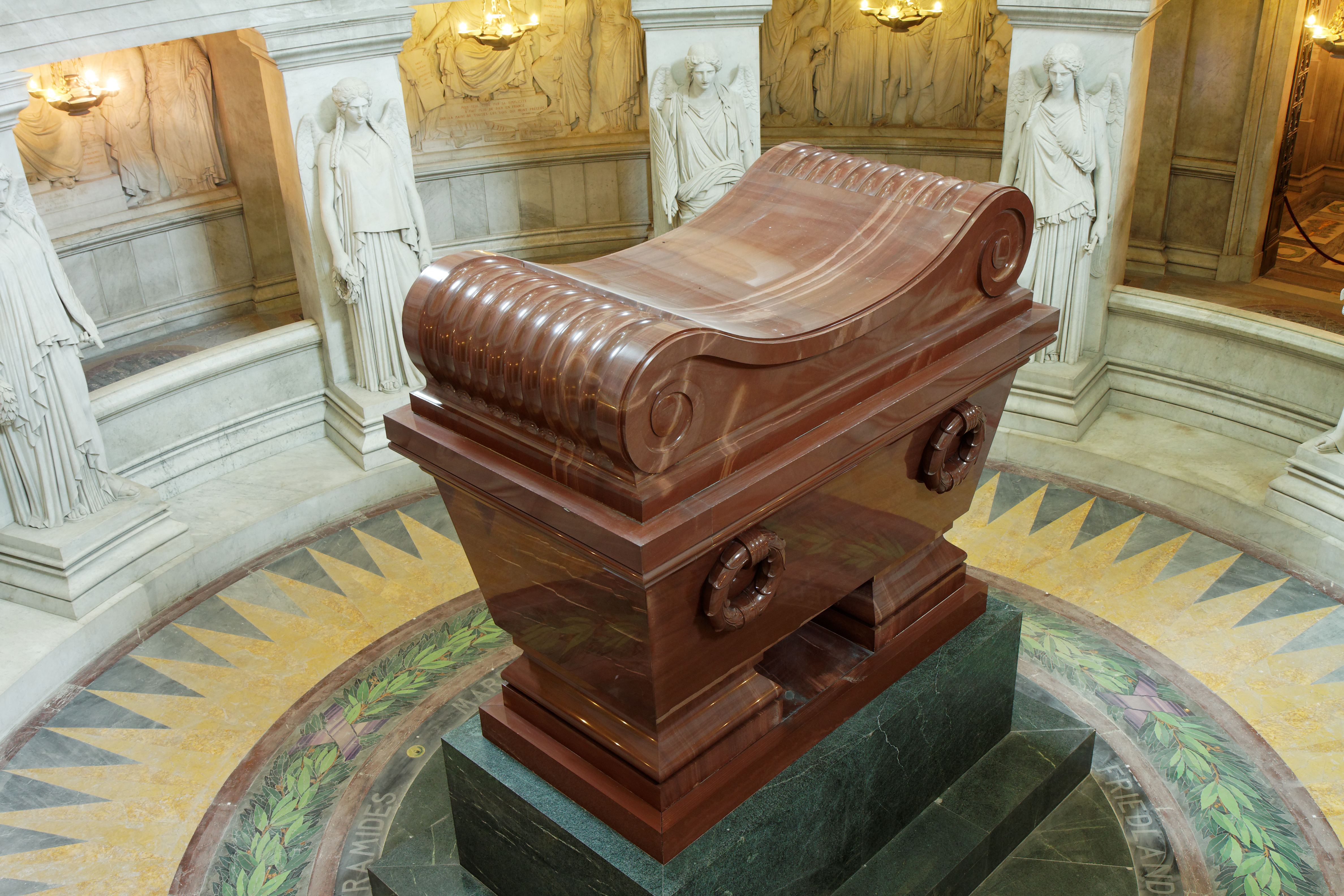
Tomba di Napoleone

Napoleone vi fu inumato il 15 dicembre 1840, sotto la Monarchia di Luglio, i cui governanti cercavano di accattivarsi i simpatizzanti dell'imperatore defunto (nello stesso periodo fu elevato l'Arco di trionfo). Le spoglie di Napoleone sono deposte in un monumentale sarcofago di quarzite rossa, situato in una cripta circolare contornata da statue bianche delle vittorie. La cripta, interrata ma a cielo aperto, è posta in asse con la cupola della cattedrale. All'interno della cripta è presente anche la tomba del figlio di Napoleone, Napoleone Francesco, il cui corpo fu qui trasferito dalla Cripta dei Cappuccini di Vienna, dov'era sepolto come tutti i membri della casa d'Austria, da Adolf Hitler nel 1940, come dono al popolo di Francia dopo l'occupazione all'inizio della seconda guerra mondiale.
Giuseppe e Girolamo Bonaparte, fratelli dell'imperatore, sono sepolti in due nicchie laterali.
La tomba di Napoleone è contornata da quelle dei generali dell'Impero Duroc e Bertrand.

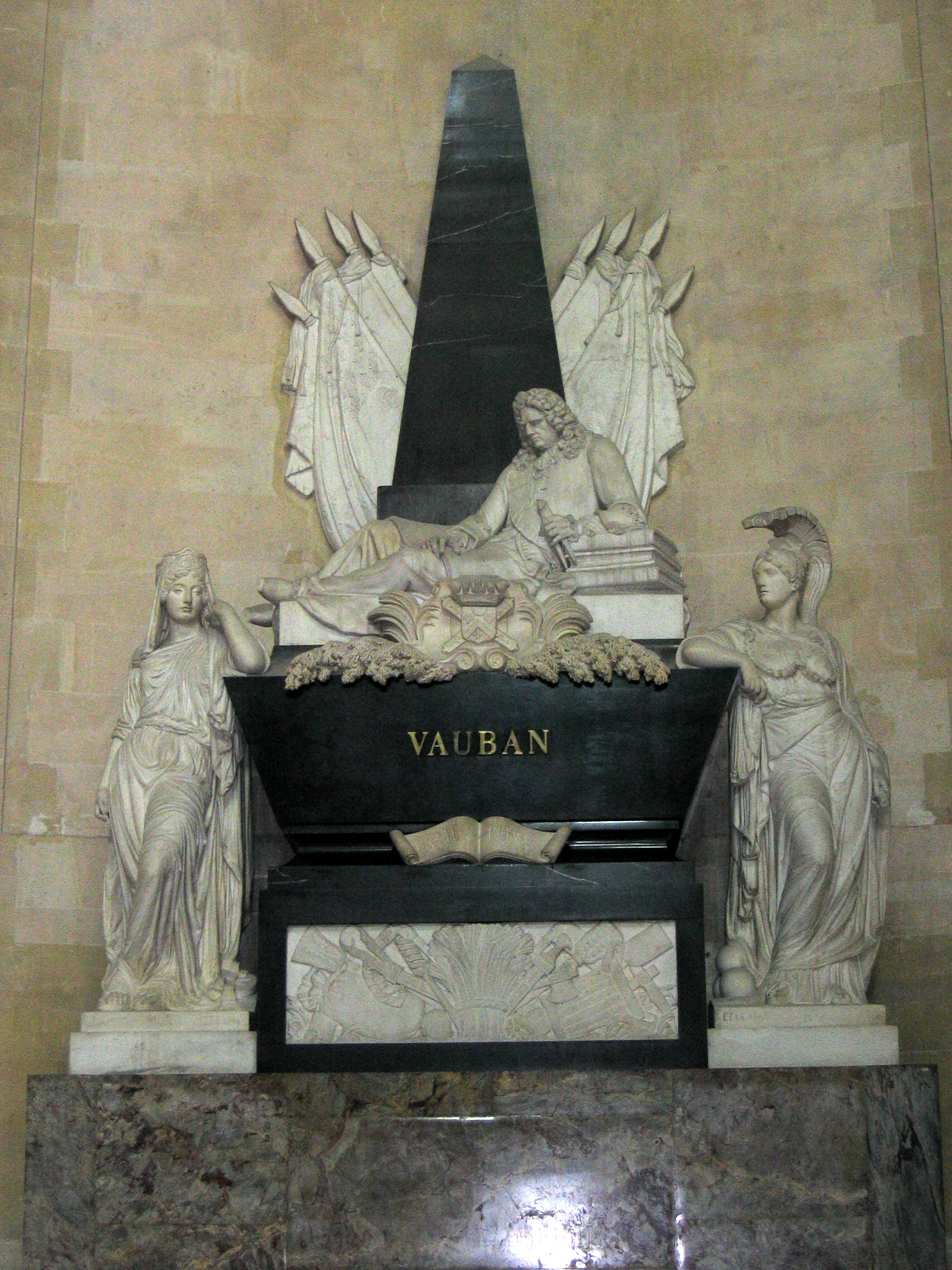
Monumento a Vauban, nella cappella di Santa Teresa

L'Hôtel des Invalides è il luogo di sepoltura, oltre che di Napoleone, anche di diversi militari che sotto di lui servirono, e di altri eroi di guerra francesi:
- Il cuore di Sébastien Le Prestre de Vauban (1633 - 1707), ingegnere militare di Luigi XIV.
- Il cuore di La Tour d'Auvergne (1743-1800), eroe delle guerre rivoluzionarie francesi.
- Claude Joseph Rouget de Lisle (1760 - 1836), capitano, autore de La Marsigliese.
- François Séverin Marceau (1769-1796), generale della Rivoluzione.
- Geraud Duroc (1774 - 1813), generale di Napoleone.
- Thomas Robert Bugeaud (1784 - 1849), Maresciallo di Francia e conquistatore d'Algeria.
- François Certain de Canrobert (1809 - 1895), Maresciallo di Francia.
- Louis Franchet d'Espèrey (1845-1942) Maresciallo di Francia.
- Michel Joseph Maunoury (1847-1923), Maresciallo di Francia.
- Paul Marie Cesar Gerald Pau (1848-1932), Generale d'armata.
- Fernand de Langle de Cary (1849-1927), Generale d'armata.
- Ferdinand Foch (1851 - 1929), Maresciallo di Francia, comandante supremo alleato nella prima guerra mondiale.
- Pierre Xavier Emmanuel Ruffey (1851-1928), Generale d'armata.
- Louis Hubert Gonzalve Lyautey (1854-1934), Maresciallo di Francia, ministro della Guerra.
- Albert d'Amade (1856-1941), Generale di divisione, comandante dell'Armée des Alpes, del Groupe de divisions territoriales e del Corps expéditionnaire d'Orient nel corso della prima guerra mondiale
- Robert Georges Nivelle (1856-1924), Generale di divisione, comandante in capo dell'esercito francese durante la Prima guerra mondiale.
- Pierre Auguste Roques (1856 - 1920), fondatore dell'Armée de l'air e Ministro della Guerra.
- Maurice Paul Emmanuel Sarrail (1856-1929), Generale d'armata.
- Augustin Gérard (1857-1926), Generale di divisione, comandante della 1ª e della 8ª Armata francese durante la Prima guerra mondiale.
- Louis de Maud'huy (1857-1921), Generale di divisione, comandante della 10ª e della 7ª Armata francese durante la Prima guerra mondiale.
- Antoine de Mitry (1857-1924), Generale di divisione, comandante della 9ª e della 7ª Armata francese durante la Prima guerra mondiale.
- Paul André Maistre (1858-1922), Generale di divisione, comandante della 10ª e della 6ª Armata francese durante la Prima guerra mondiale.
- Denis Auguste Duchêne (1862-1950), Generale di divisione, comandante della 10ª e della 6ª Armata francese durante la Prima guerra mondiale.
- Adolphe Guillaumat (1863-1940), Generale d'armata, Ministro della guerra.
- Charles Mangin (1866-1925), Maresciallo di Francia, comandante d'armata nel 1917.
- Jean Houdemon (1885-1960), Generale d'armata aerea, governatore dell'Hôtel des Invalides
- Alphonse Juin (1888-1967), Maresciallo di Francia, comandante NATO dell'Europa centrale.
- Jean de Lattre de Tassigny (1889 - 1952), Maresciallo di Francia, comandante della 1ª Armata francese durante la Seconda guerra mondiale.
- Philippe Leclerc de Hauteclocque (1902 - 1947), Maresciallo di Francia, eroe della seconda guerra mondiale, comandante della 2ª Divisione corazzata.

Vi sono inoltre sepolti tutti i governatori dell'Hôtel, che resta un luogo di pertinenza militare. 
Altre personalità militari francesi sono state onorate col seppellimento del cuore all'Hôtel des Invalides.

## Musei

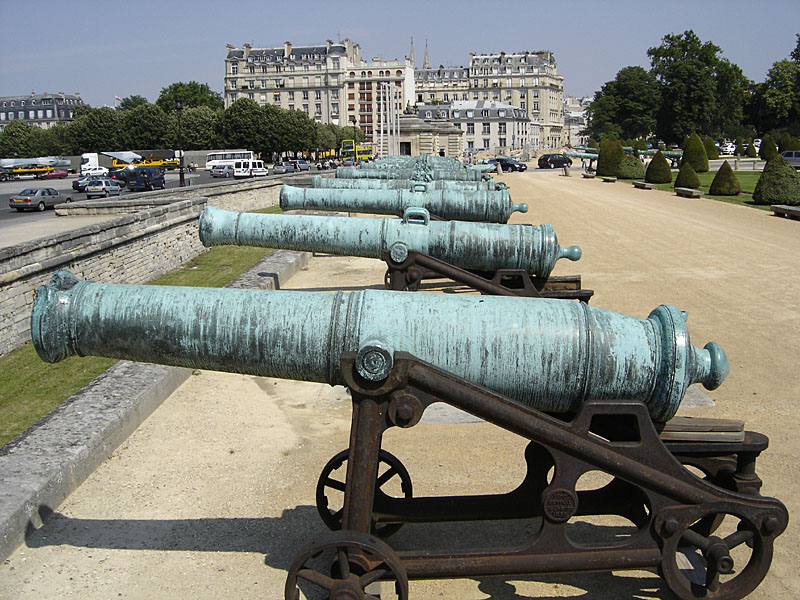
L'allineamento dei cannoni

Dal 1777, la galleria reale dei plastici lasciò il palazzo delle Tuileries per l'Hôtel des Invalides, dove si trova tuttora.
Nel 1871 vi si aggiunse il museo dell'artiglieria. Per conservare le tracce delle tradizioni dell'esercito, i trofei e gli oggetti di vita quotidiana dei soldati, fu creato un museo storico dell'esercito nel 1896; i due si fusero nel 1905 a formare l'attuale Musée de l'Armée.
Dalla fine della seconda guerra mondiale nella quale l'Hôtel des Invalides ospitò una base della Resistenza (1942), la parte museale fu ampliata col museo della Liberazione e il museo di storia contemporanea.

## Eventi sportivi
Tra il 25 luglio e il 4 agosto 2024 la spianata del complesso ha ospitato le competizioni di tiro con l'arco dei Giochi della XXXIII Olimpiade, e tra il 29 agosto e il 5 settembre ha ospitato quelle di tiro con l'arco dei XVII Giochi paralimpici estivi. Per l'occasione è stato realizzato un impianto temporaneo in grado di ospitare fino a 8 000 spettatori. Inoltre, il complesso è stato il punto di partenza delle gare a cronometro olimpiche di ciclismo e il punto di arrivo delle maratone olimpiche e paralimpiche maschili e femminili.